# Barotac Viejo
Barotac Viejo è una municipalità di quarta classe delle Filippine, situata nella Provincia di Iloilo, nella Regione del Visayas Occidentale.
Barotac Viejo è formata da 26 baranggay:
- Bugnay
- California
- De la Peña
- Del Pilar
- General Luna
- La Fortuna
- Lipata
- Natividad
- Nueva Invencion
- Nueva Sevilla
- Poblacion
- Puerto Princesa
- Rizal

- San Antonio
- San Fernando
- San Francisco
- San Geronimo
- San Juan
- San Lucas
- San Miguel
- San Roque
- Santiago
- Santo Domingo
- Santo Tomas
- Ugasan
- Vista Alegre